# 933 هـ
933 هـ هي سنة في التقويم الهجري امتدت مقابلةً في التقويم الميلادي بين سنتي 1526 و1527.

## وفيات
- بدر الدين الحسيني العاملي الكركي